# Институт за висши изследвания по национална отбрана
Институт за висши изследвания по национална отбрана е френска публична академична институция за научни изследвания, образование и насърчаване на знанието и осведомеността, основана през 1936 г. от адмирал Раул Кастекс. Първоначално ВУЗ-ът е колеж, като е преименуван на институт през 1948 г. Към първоначалното национално обучение са добавени сесии в регионите (1954), международни сесии (1980), цикли на икономическо разузнаване (1995) и други семинари. През 1997 г. институтът става държавен административен орган под ръководството на министър-председателя.

## Известни възпитаници
- Мишел Тонини, третият френски космонавт на Европейската космическа агенция.